# ديف تورنر (لاعب كرة قدم)
ديف تورنر (بالإنجليزية: Dave Turner)‏ هو لاعب كرة قدم بريطاني في مركز الدفاع، ولد في 26 ديسمبر 1948 في دربي في المملكة المتحدة. لعب مع نادي إيفرتون.